# Leslie West
Leslie West (nascido Leslie Weinstein, Nova Iorque, 22 de outubro de 1945 – 23 de dezembro de 2020) foi um guitarrista, compositor e cantor norte-americano. Foi considerado o 66.º melhor guitarrista de todos os tempos pela revista norte-americana Rolling Stone.
Morreu em 23 de dezembro de 2020, aos 75 anos.